# Перуанский толстохвостый скат
Перуанский толстохвостый скат или перуанский уротригон (лат. Urotrygon peruanus) — малоизученный вид рода Urotrygon семейства Urotrygonidae отряда хвостоколообразных. Обитает в тропических водах юго-восточной части Тихого океана у побережья Перу. Грудные плавники этих скатов образуют округлый диск. Хвост оканчивается листовидным хвостовым плавником. В средней части хвостового стебля расположен ядовитый шип. Не является объектом целевого лова. Впервые вид был научно описан в 1946 году. Вид назван по географическому месту обитания. Международный союз охраны природы еще не оценил охранный статус данного вида.